# Pyrnus planus
Pyrnus planus is een spinnensoort uit de familie Trochanteriidae. De soort komt voor in Queensland, New South Wales en Victoria.